# Endre Botka
Endre Botka (* 25. srpna 1994, Budapešť, Maďarsko) je maďarský fotbalový obránce, který v současnosti hraje za klub Budapest Honvéd FC (k listopadu 2015).
Hraje na postu pravého beka.

## Klubová kariéra
- Goldball '94 (mládež)
- Budapest Honvéd FC (mládež)
- Budapest Honvéd FC 2014–
- →  Kecskeméti TE (hostování) 2014

## Reprezentační kariéra
Botka nastupoval v maďarských mládežnických reprezentacích U20 a U21.